# ويليام كلاي فورد سينيور
ويليام كلاي فورد سينيور (بالإنجليزية: William Clay Ford, Sr.)‏ هو شخصية أعمال أمريكي، ولد في 14 مارس 1925 في ديترويت في الولايات المتحدة، وتوفي في 9 مارس 2014 في غروس بوينت شورز في الولايات المتحدة بسبب ذات الرئة.

## وصلات خارجية
- ويليام كلاي فورد سينيور على موقع إن إن دي بي (الإنجليزية)